# Мілтонсбург (Огайо)
Мілтонсбург (англ. Miltonsburg) — селище (англ. village) в США, в окрузі Монро штату Огайо. Населення — 42 особи (2020).

## Географія
Мілтонсбург розташований за координатами 39°49′53″ пн. ш. 81°9′53″ зх. д. / 39.83139° пн. ш. 81.16472° зх. д. (39.831333, -81.164754).  За даними Бюро перепису населення США в 2010 році селище мало площу 0,19 км², уся площа — суходіл.

## Демографія
Згідно з переписом 2010 року, у селищі мешкали 43 особи в 19 домогосподарствах у складі 12 родин. Густота населення становила 228 осіб/км².  Було 25 помешкань (133/км²).
Расовий склад населення:
| - 100,0 % — білих |

До двох чи більше рас належало 0,0 %. Частка іспаномовних становила 0,0 % від усіх жителів.
За віковим діапазоном населення розподілялося таким чином: 20,9 % — особи молодші 18 років, 67,5 % — особи у віці 18—64 років, 11,6 % — особи у віці 65 років та старші. Медіана віку мешканця становила 42,8 року. На 100 осіб жіночої статі у селищі припадало 126,3 чоловіків;  на 100 жінок у віці від 18 років та старших — 126,7 чоловіків також старших 18 років.
За межею бідності перебувало 23,3 % осіб, у тому числі 63,6 % дітей у віці до 18 років та 0,0 % осіб у віці 65 років та старших.
Цивільне працевлаштоване населення становило 25 осіб. Основні галузі зайнятості: роздрібна торгівля — 32,0 %, виробництво — 20,0 %, фінанси, страхування та нерухомість — 16,0 %, сільське господарство, лісництво, риболовля — 16,0 %.